# 間々田町
間々田町（ままだまち）は、栃木県の南部、下都賀郡に属していた町である。

## 地理
- 河川 - 思川、与良川、巴波川

## 歴史
- 1871年（明治4年） - 栃木県第一大区六十区に属す。間々田宿に区務所が置かれ周辺36か村の庶務を管轄。
- 1872年（明治5年） - 間々田郵便局開局。
- 1878年（明治11年） - 都賀郡分割により下都賀郡に所属。
- 1889年（明治22年）4月1日 - 町村制により、間々田宿、乙女村、南飯田村、平和村、千駄塚村、粟ノ宮村、東黒田新田、西黒田新田が合併し間々田村が成立する。
- 1922年（大正11年）4月1日 - 間々田村が町制施行し間々田町となる。
- 同年11月 -　宇都宮法務局間々田出張所を開設。
- 1947年（昭和22年） - 乙女に自治体警察制度に基づき間々田警察署開署。
- 1952年（昭和27年） - 間々田警察署を住民投票により廃止し、小山地区警察署間々田警部補派出所設置。
- 1955年（昭和30年）4月25日 - 間々田町と生井村が合併し新間々田町となる。
- 1956年（昭和31年）9月30日 - 寒川村を編入する。
- 1963年（昭和38年）4月18日 - 美田村とともに小山市へ編入される。

## 人口推移
- 1920年（大正9年）…5,519人
- 1925年（大正14年）…5,871人
- 1930年（昭和5年）…6,130人
- 1935年（昭和10年）…6,417人
- 1940年（昭和15年）…6,782人
- 1947年（昭和22年）…9,987人
- 1950年（昭和25年）…10,155人

## 教育
以下すべて昭和30年1月現在

### 小学校
- 小山市立間々田小学校

### 中学校
- 小山市立間々田中学校

## 人口推移
- 1920年（大正9年）…5,455人
- 1925年（大正14年）…5,670人
- 1930年（昭和5年）…5,973人
- 1935年（昭和10年）…6,054人
- 1940年（昭和15年）…6,326人
- 1947年（昭和22年）…9,893人
- 1950年（昭和25年）…10,304人

## 歴代首長
- 間々田村 村長（6代以降は間々田町 町長）

| 代（通算） | 氏名         | 就任年月  | 退任年月   |
| ---------- | ------------ | --------- | ---------- |
| 初代       | 篠崎万吉     | 1889年6月 | 1893年6月  |
| 2          | 谷内清一郎   | 1893年6月 | 1896年2月  |
| 3          | 高島清三郎   | 1896年2月 | 1900年1月  |
| 4          | 青木一郎兵衛 | 1900年2月 | 1901年11月 |
| 5          | 谷内清一郎   | 1902年4月 | 1920年3月  |
| 6          | 毛部川三平   | 1920年6月 | 1929年1月  |
| 7          | 山中義夫     | 1929年6月 | 1932年3月  |
| 8          | 館野市太郎   | 1932年5月 | 1940年4月  |
| 9          | 塩田惣一郎   | 1940年5月 | 1946年11月 |
| 10         | 渡辺甲三     | 1947年4月 | 1951年4月  |
| 11         | 渡辺佐一     | 1951年4月 |            |

## 交通

### 鉄道
- 日本国有鉄道（現：東日本旅客鉄道）
  - 東北本線：間々田駅